# عبد الله فاييه
عبد الله دياغني فاي (بالفرنسية: Abdoulaye Diagne-Faye) من مواليد 26 فبراير 1978 في داكار في السنغال، لاعب كرة قدم سنغالي.
بدأ مسيرته الكروية مع نادي أسيك نديامبور في عام 1999، ولعب معهم حتى عام 2001، وشارك معهم في 59 مباراة وسجل 8 أهداف، وفي موسم 2001/2002 لعب مع نادي جان دارك، وشارك معهم في 32 مباراة وسجل 4 أهداف، وفي عام 2002 انتقل إلى نادي لينس الفرنسي، ولعب معهم حتى عام 2005، وشارك معهم في 35 مباراة، وفي موسم 2004/2005 أعير إلى نادي إيسترس الفرنسي، ولعب معهم 28 مباراة، ومنذ عام 2005 لعب مع نادي بولتون واندررز الإنجليزي ونادي نيوكاسل يونايتد الإنجليزي ونادي ستوك سيتي الإنجليزي. يلعب حالياً لصالح نادي وست هام يونايتد.
و قد بدأ باللعب مع منتخب السنغال لكرة القدم منذ عام 2004.

## روابط خارجية
- عبد الله فاييه على موقع الاتحاد الدولي (مؤرشف)  (الإنجليزية)
- عبد الله فاييه على موقع قاعدة بيانات كرة القدم.إي يو (الإنجليزية)
- عبد الله فاييه على موقع ليكيب (الفرنسية)
- عبد الله فاييه على موقع ناشيونال فوتبول تيمز (الإنجليزية)
- عبد الله فاييه على موقع Soccerbase.com (لاعب) (الإنجليزية)
- عبد الله فاييه على موقع Soccerway.com (الإنجليزية)
- عبد الله فاييه على موقع عالم كرة القدم.نت (الإنجليزية)
- عبد الله فاييه على موقع كووورة
- عبد الله فاييه على موقع AS.com (الإسبانية)